# یوهان جورج کریستین لهمان
یوهان جورج کریستین لهمان (انگلیسی: Johann Georg Christian Lehmann)، (زاده ۲۵ فوریه ۱۷۹۲ – درگذشته ۱۲ فوریه ۱۸۶۰) گیاه‌شناس آلمانی بود.
لهمان که در هازلاو، نزدیک یوترسن، هلشتاین متولد شد، در کپنهاگ و گوتینگن در رشته پزشکی تحصیل کرد، در سال ۱۸۱۳ دکترای پزشکی و در سال ۱۸۱۴ از دانشگاه ینا دکترای فلسفه گرفت. او بقیه عمر خود را به‌عنوان استاد فیزیک و علوم طبیعی و رئیس کتابدار در گیمناسیوم آکادمیوم (Gymnasium Academicum) در هامبورگ گذراند.
او که یک تک‌نگار پرکار با شخصیت ظاهراً نزاع‌گر بود، عضو ۲۶ انجمن علمی و بنیانگذار باغ گیاه‌شناسی هامبورگ (باغ بوتانیشر هامبورگ (Loki Schmidt Garten)، اکنون باغ بوتانیشر قدیمی هامبورگ (Alter Botanischer Garten Hamburg)) بود. لهمان در سال ۱۸۶۰ در هامبورگ درگذشت.

برخی از تصاویر بعدی لهمان توسط یوهان ویلهلم مایگن حشره‌شناس آلمانی اجرا شد.

## انتشارات
- تاریخچه جنس نیکوتیناروم (Nicotiniarum) هامبورگ ۱۸۱۸
- گیاهانی از خانواده آسپریفولیا نوسیفرا (Asperifolia Nucifera) ۱۸۱۸
- مونوگرافی از جنس پریمولاروم لیپسیا (Primularum Lipsiae) ۱۸۱۹
- مونوگراف جنس پوتنتیلاروم (Potentillarum) ۱۸۲۰ ضمیمه ۱۸۳۶
- بذرها در باغ گیاه‌شناسی هامبورگ ۱۸۲۲–۱۸۴۰
- نمادها و توضیحات نژادهای جدید و کمتر شناخته شده در ۵ قسمت از ۱۰ صفحه هر کدام ۱: ۱۸۲۱ ۲: ۱۸۲۲ ۳: ۱۸۲۳ ۴: ۱۸۲۳ ۵: ۱۸۲۴
- نژادهای جدید و کمتر شناخته شده پاگیلوس (Pugilus) ۱–۱۰ با شمارش تمام گیاهان توصیف شده در این پاگیلوس اضافه شده‌است. هامبورگ ۱۸۲۸–۱۸۵۷
- گزیده‌ای از بذرها از مجموعه ۱۸۳۰–۱۸۴۰ در باغ گیاه‌شناسی هامبورگ. ۱۸۴۹–۱۸۵۲
- گیاهان پریسی هامبورگ ۱۸۴۴–۱۸۴۷
- فهرست بذرها در باغ گیاه‌شناسی هامبورگ ای ۱۸۵۱ مجموعه هامبورگ ۱۸۵۱–۱۸۵۵
- تجدید نظر در قدرت‌های ۱۸۵۶
- مشاهدات جانورشناسی به‌ویژه بر روی جانوران هامبورگ. اولین بوکسور فهرست مدارس دولتی و خصوصی در سالن ورزشی هامبورگ ۱۸۲۲